# Stern-Armleuchteralge
Die Stern-Armleuchteralge (Nitellopsis obtusa) ist ein diözischer Vertreter aus der Familie der Armleuchteralgen (Characeae). Sie erhielt ihren deutschen Namen wegen der perlschnurartig angeordneten, weißlichen, sternchenförmigen Sprossknollen. Es handelt sich um eine wenig variable Art, die höchstens mit der Schimmernden Glanzleuchteralge (Nitella translucens) verwechselt werden kann.

## Vorkommen
Die Stern-Armleuchteralge ist in ganz Europa und Nordasien bis nach Sibirien und Japan verbreitet. In Nordwesteuropa ist diese jedoch recht selten, wobei sie in den nördlichen und östlichen Teilen Europas etwas häufiger vorkommt. Da sie einen geringen Salzgehalt ertragen kann, ist diese nicht nur in tiefen Klarwasserseen, sondern auch in Brackwassern der Ostsee- und Nordseeküste zu finden. Meist ist sie in Tiefen zwischen 4 und 10 m in mesotrophen Seen zu erwarten. Neuere Untersuchungen belegen, dass eine nicht allzu starke Düngung (anthropogene Eutrophierung) ihr nicht zu schaden scheint, solange der Nährstoffgehalt nicht überhandnimmt.

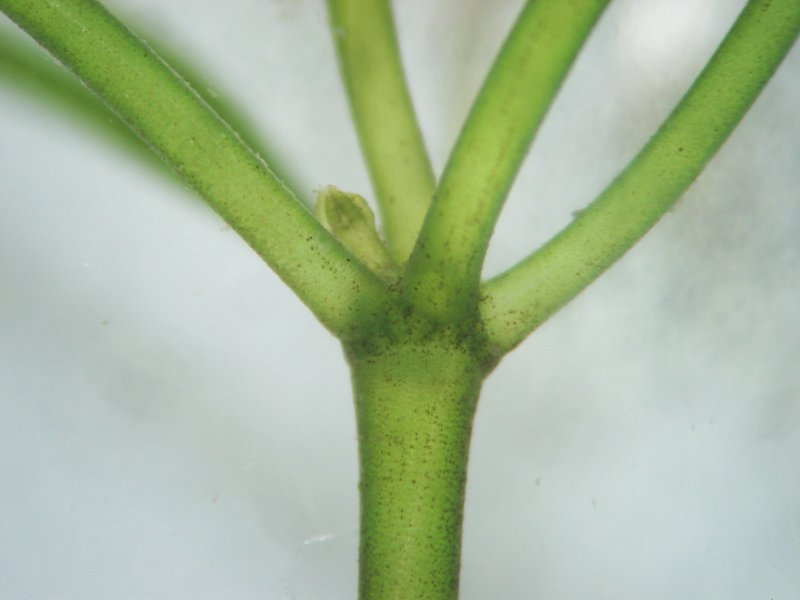
Detailansicht eines Quirls

## Erkennungsmerkmale
Die Stern-Armleuchteralge kann zwar eine Länge von maximal 2 m erreichen, doch meist ist sie zwischen 20 und 50 cm lang. Sie zeichnet sich durch die fehlende Berindung der Sprosse und die fehlenden Stacheln und Stipularen aus. Die Stern-Armleuchteralge bildet Sprosse aus, die im Durchmesser bis 2 mm breit werden und bildet meist verkümmerte Seitentriebe aus. Insgesamt stehen an der Armleuchteralge nur verhältnismäßig wenige Quirle, wobei der oberste Quirl meist relativ klein und schmal ist. Die Abschnitte zwischen den Quirlen (Internodien) können bis zu 20 cm lang sein. Die weitläufigen und abstehenden Äste sind am Grunde oft kugelig angeschwollen. Sie bilden meist 1 bis 3 Glieder aus, sind 5 bis 12 cm lang und im Durchmesser etwa 1,5 mm breit. Ihre Endzelle ist lang und zugespitzt. Am Grund der Pflanze bildet die Stern-Armleuchteralge charakteristische weißliche, sternförmige Sprossknollen aus, die perlschnurartig angeordnet sind.

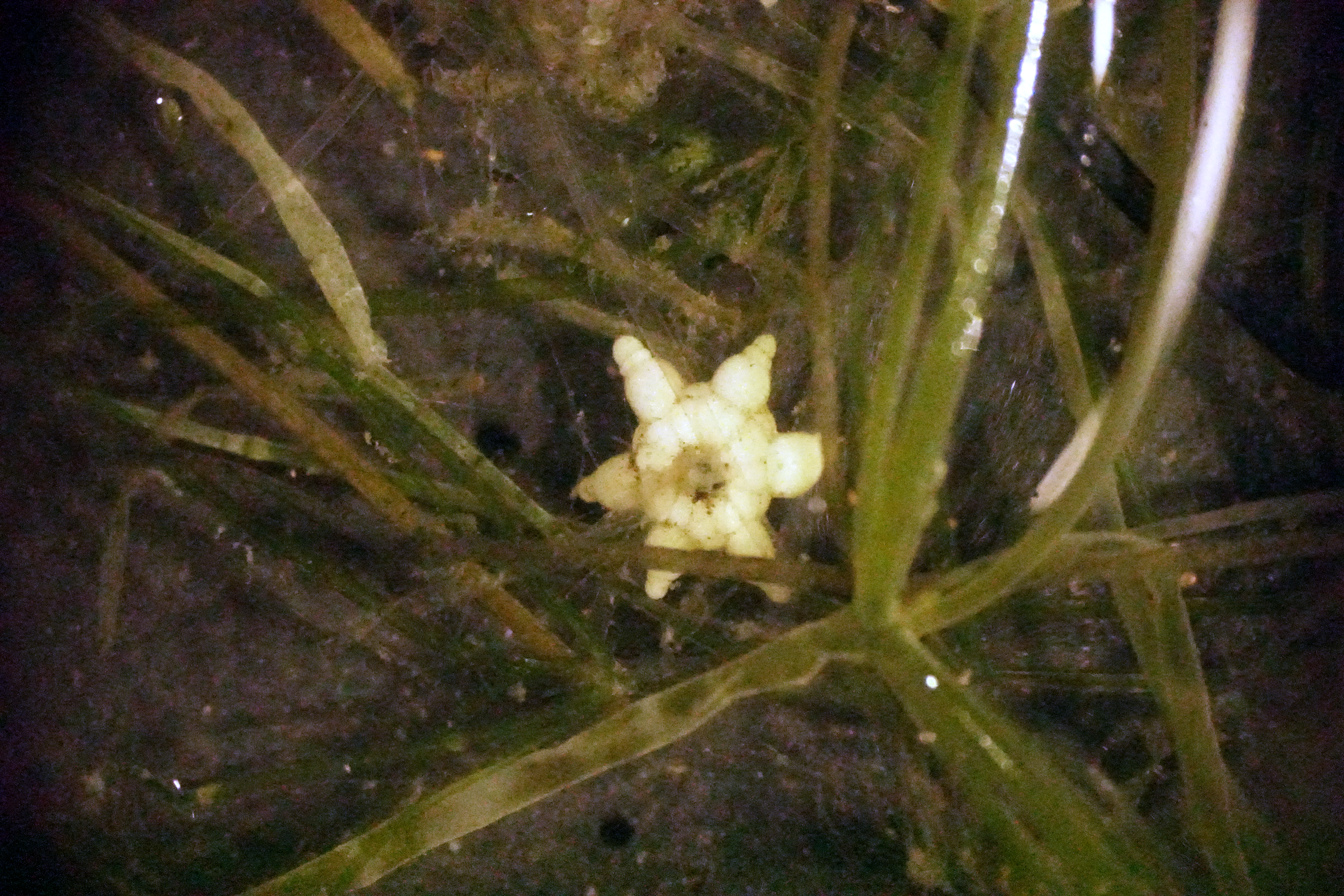
Die Stern-Armleuchteralge bildet charakteristische Wurzelknöllchen aus

Die Ausbildung von Gametangien erfolgt vom Frühsommer bis in den Herbst. Diese stehen entweder einzeln oder in einem Paar nebeneinander. Häufig gibt es dort kein tragendes Blättchen. Das Oogon besitzt kein Krönchen, ist 1,1 mm bis 1,4 mm hoch und etwa 0,9 mm breit, ist kurz eiförmig bis kreiselförmig und weist 7 bis 9 breite Windungen auf. Die Enden der Spiralzellen sind angeschwollen und bilden so eine deckelartige Wölbung. Die dunkelbraune, fast schwarze Oospore ist etwa 0,7 mm hoch und 0,6 mm breit, länglich oval geformt und mit 7 oder 8 dünnen Rippen versehen. Das Antheridium misst im Durchmesser etwa 1 mm und ist dunkel grünlich bis bräunlich gefärbt.